# Neuerkirch
Neuerkirch település Németországban, Rajna-vidék-Pfalz tartományban. Lakosainak száma 322 fő (2023. december 31.). Neuerkirch Laubach, Alterkülz, Külz és Niederkumbd községekkel határos.

## Népesség
A település népességének változása:
| Lakosok száma | 233  | 289  | 298  | 314  | 317  | 322  |
|               | 1975 | 2017 | 2019 | 2021 | 2022 | 2023 |